# NGC 7816
NGC 7816 is een spiraalvormig sterrenstelsel in het sterrenbeeld Vissen. Het hemelobject werd op 26 september 1785 ontdekt door de Duits-Britse astronoom William Herschel.

## Synoniemen
- UGC 16
- MCG 1-1-18
- ZWG 408.18
- IRAS 00012+0712
- PGC 263